# 阿薩姆新條鰍
阿薩姆新條鰍（學名：[Neonoemacheilus assamensis] 错误：{{Lang}}：文本有斜体标记（帮助））為輻鰭魚綱鯉形目條鰍科條鰍屬的其中一種。其种加词“assamensis”意为“印度阿萨姆邦的”。分布於亞洲印度雅魯藏布江流域，體長可達4.3公分，棲息在礫石底質、水流快速的河川底層水域，生活習性不明。